# Dysglyptogona geminilinea
Dysglyptogona geminilinea là một loài bướm đêm trong họ Noctuidae.